# Liceul Tehnologic „Constantin Dobrescu”
Liceul Tehnologic „Constantin Dobrescu” este un monument istoric aflat pe teritoriul municipiului Curtea de Argeș.

## Istoric
Liceul se numără printre primele școli cu profil agricol din România. Școala de grădinărie, pomicultură și de sericicultură Curtea de Argeș a fost înființată de Ministerul Agriculturii și Domeniilor, în toamna anului 1920, pe moșia din partea de nord a orașului, după o donație a reginei Elisabeta. În timp, școala a cunoscut numeroase transformări, atât prin titulatură, cât și prin profiluri. Din anul 2012 funcționează ca Liceu Tehnologic.

## Imagini din exterior

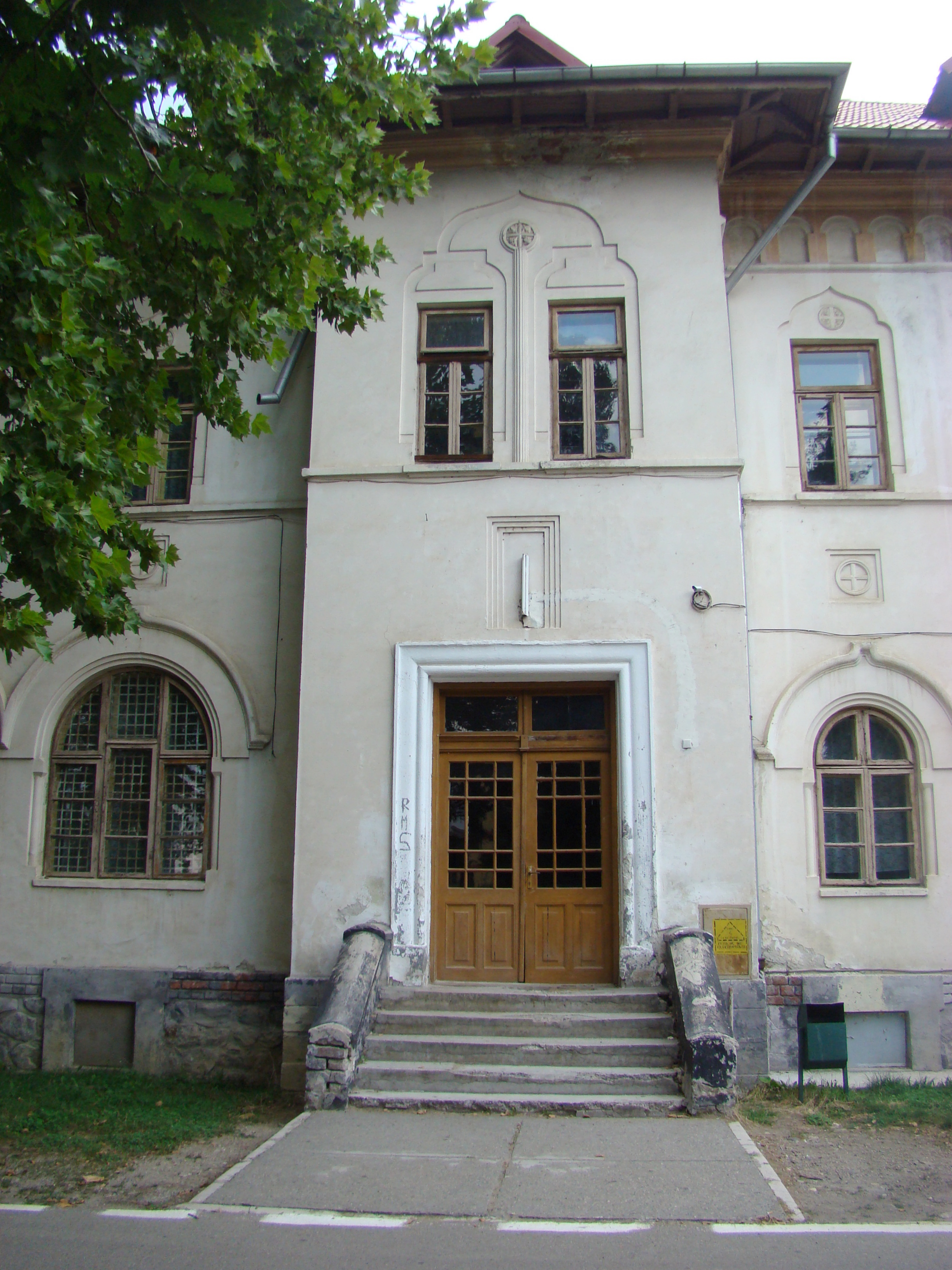
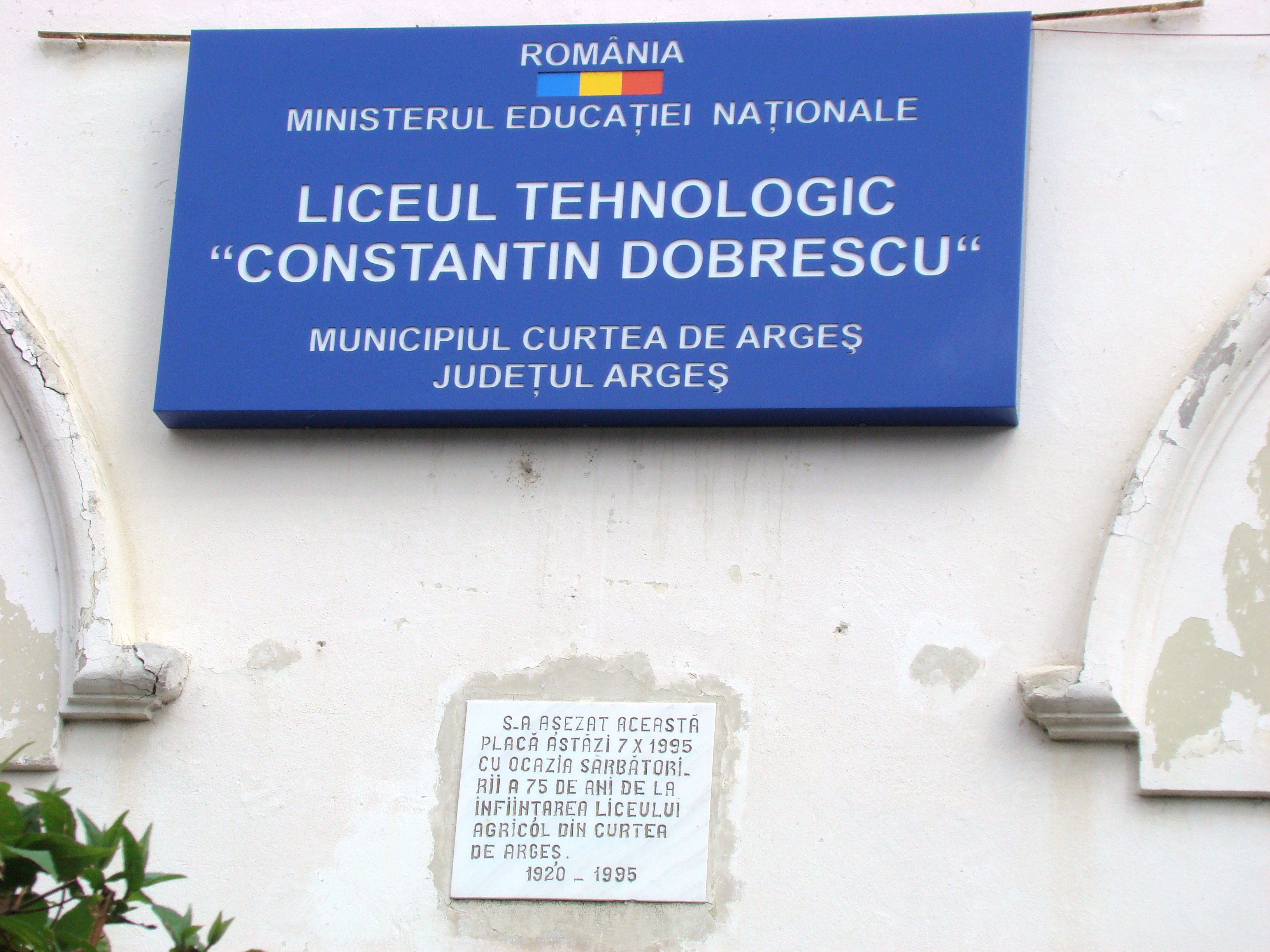
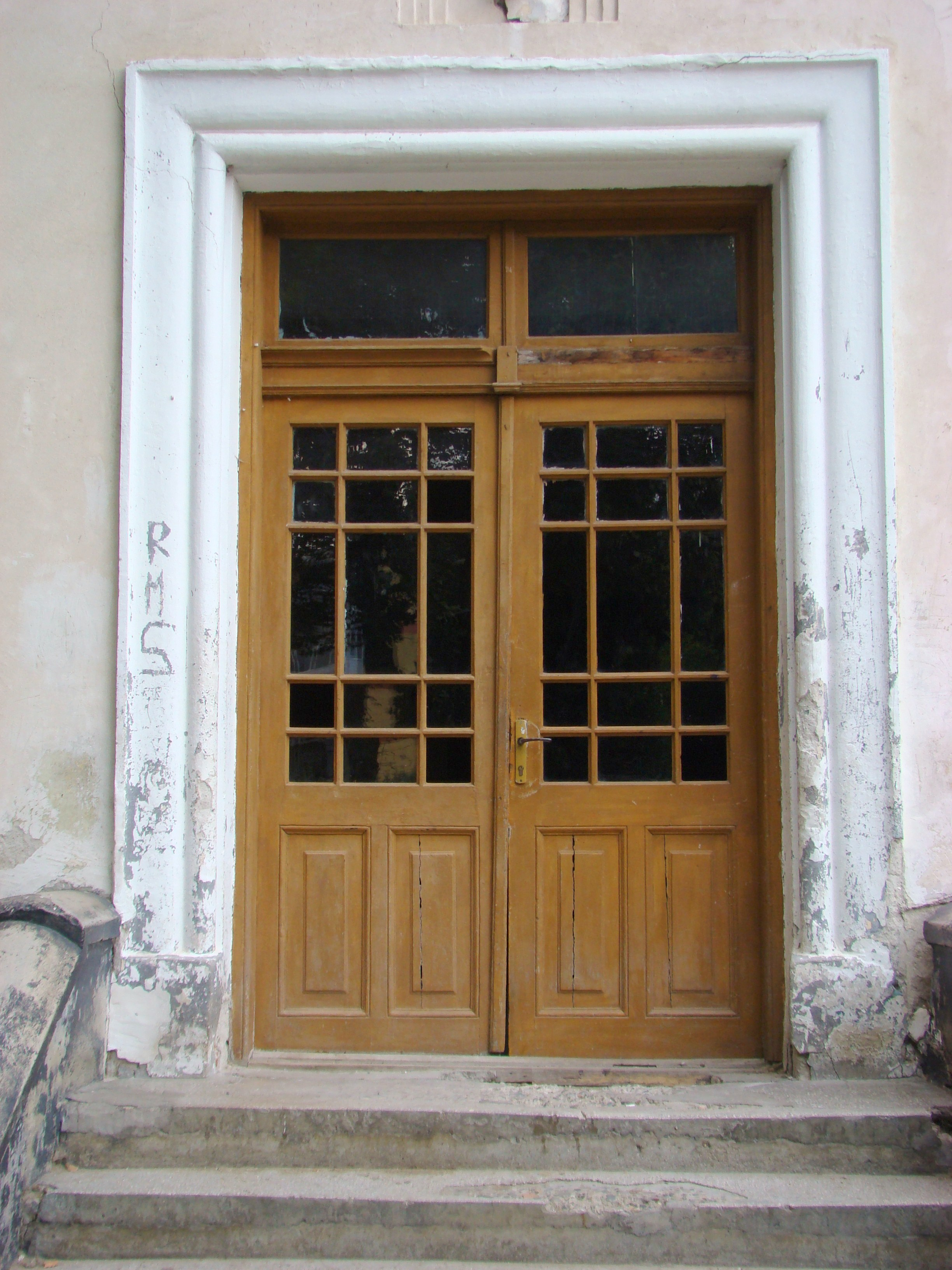
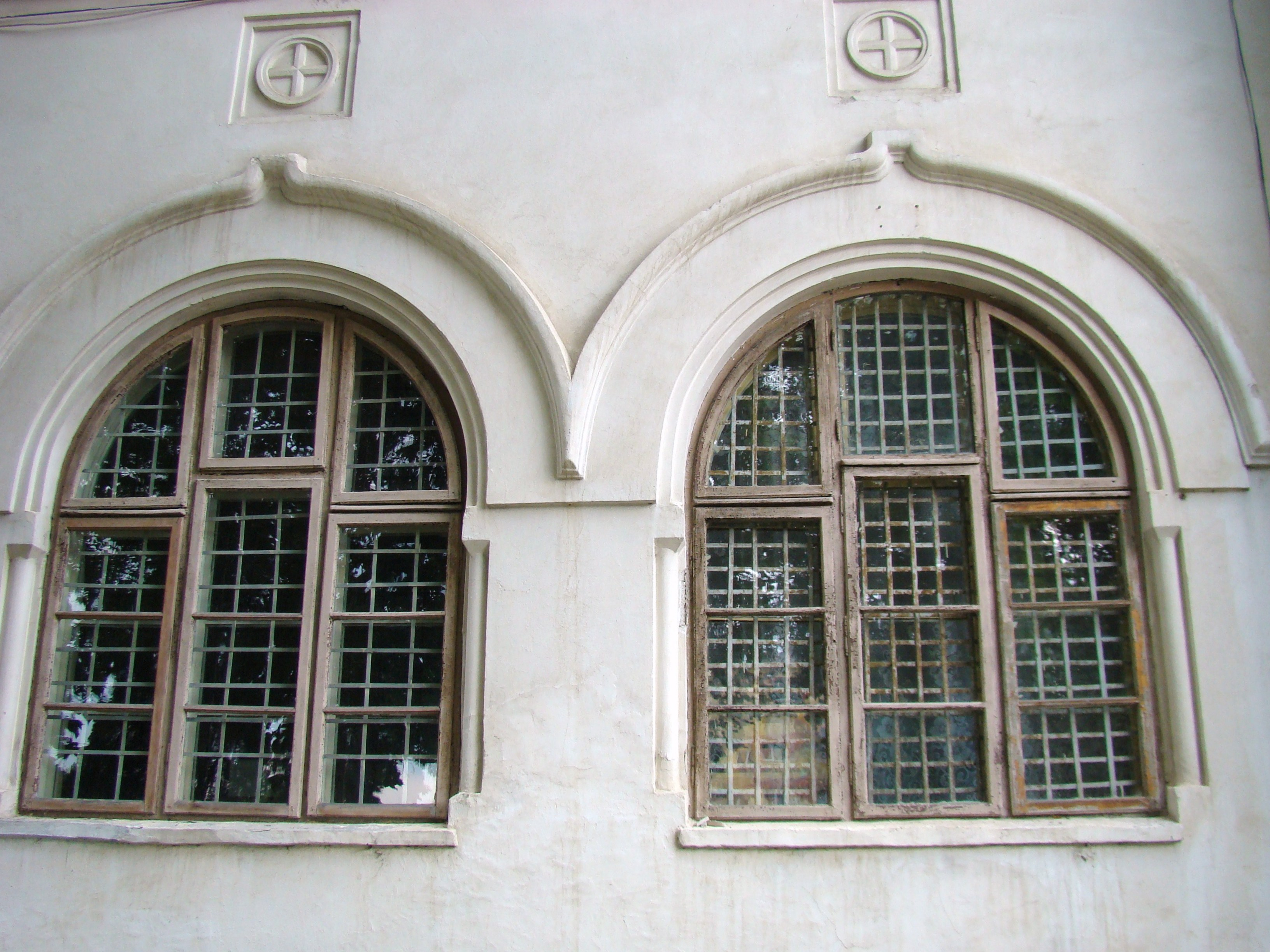
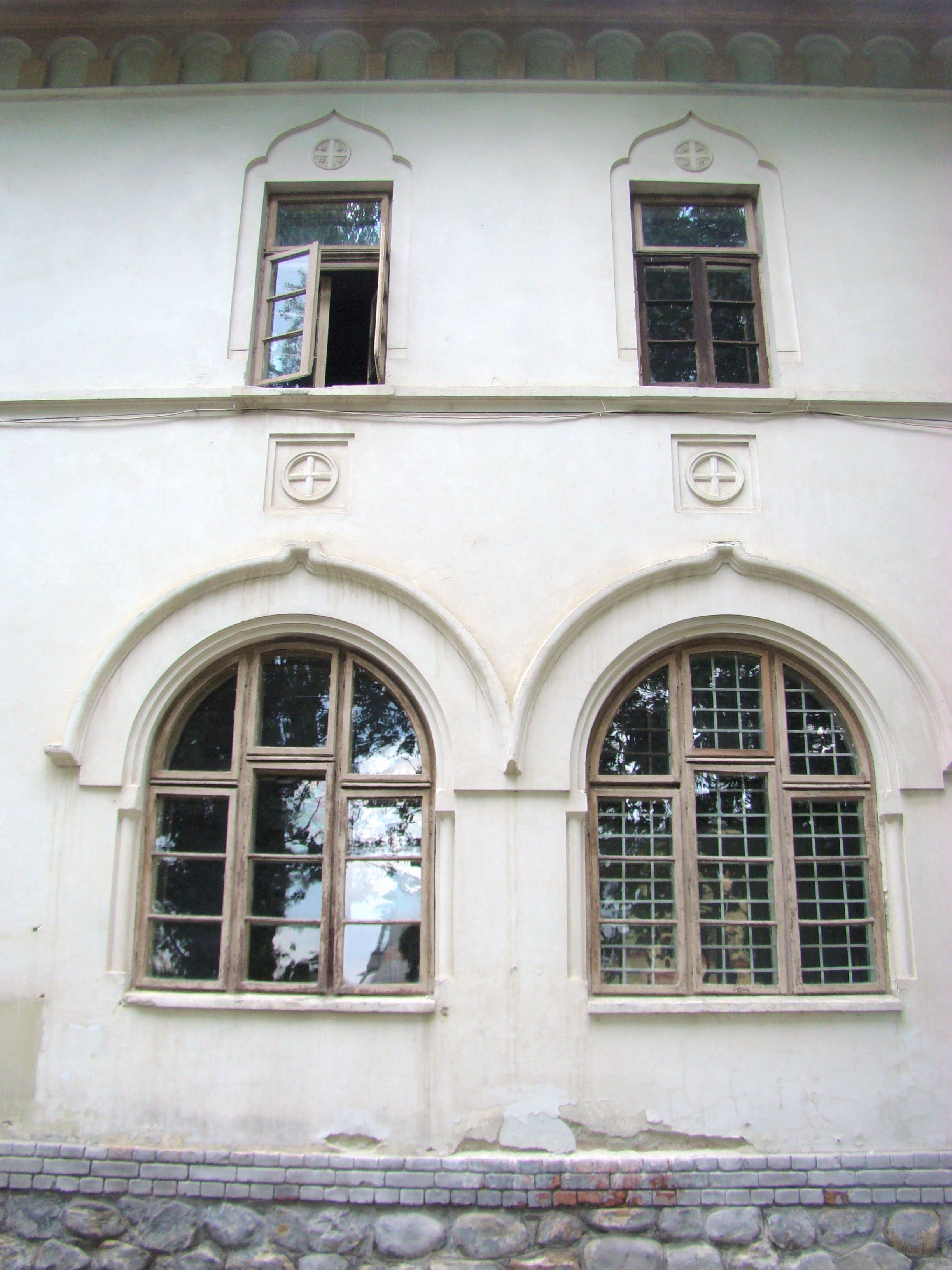
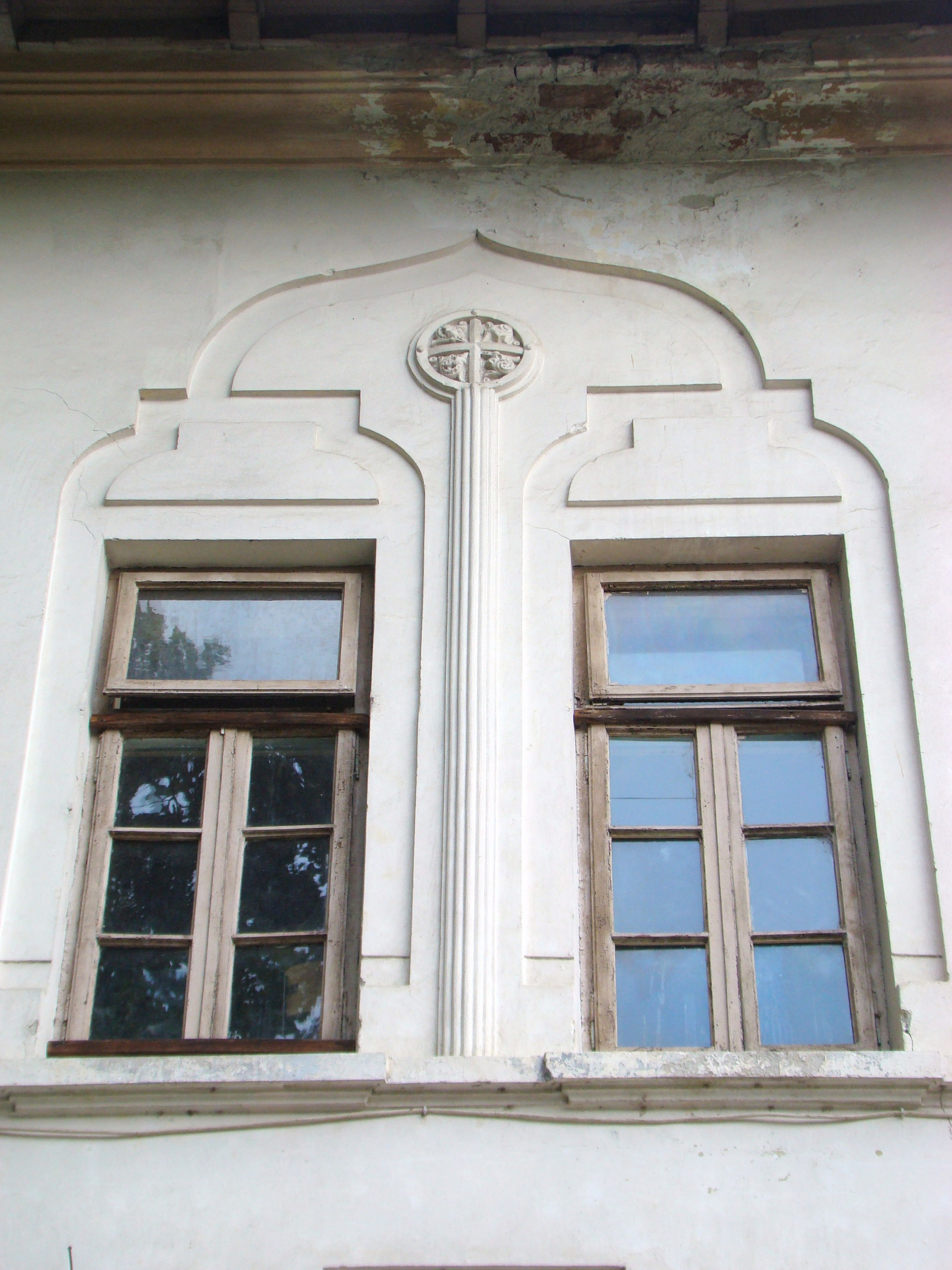
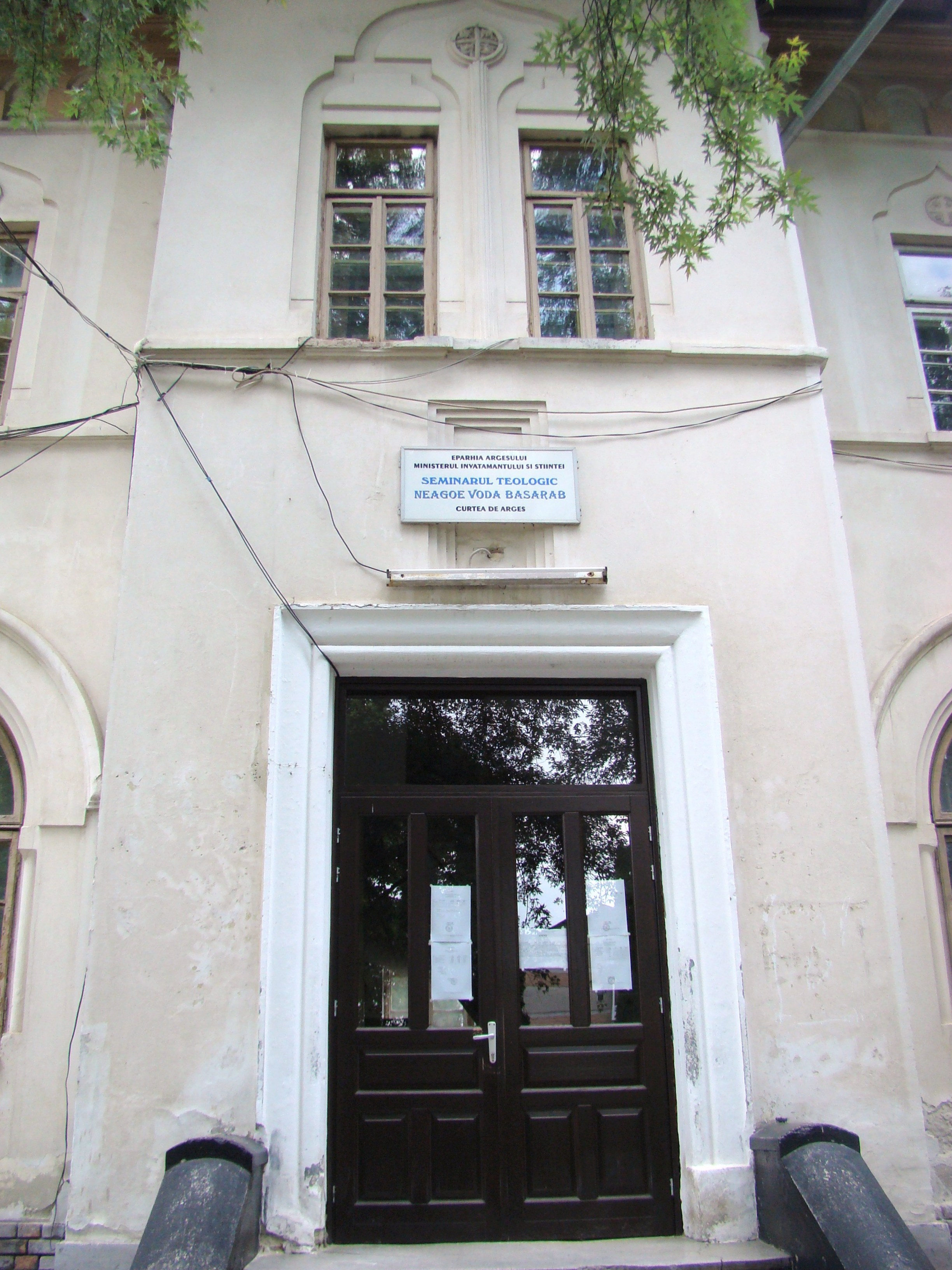
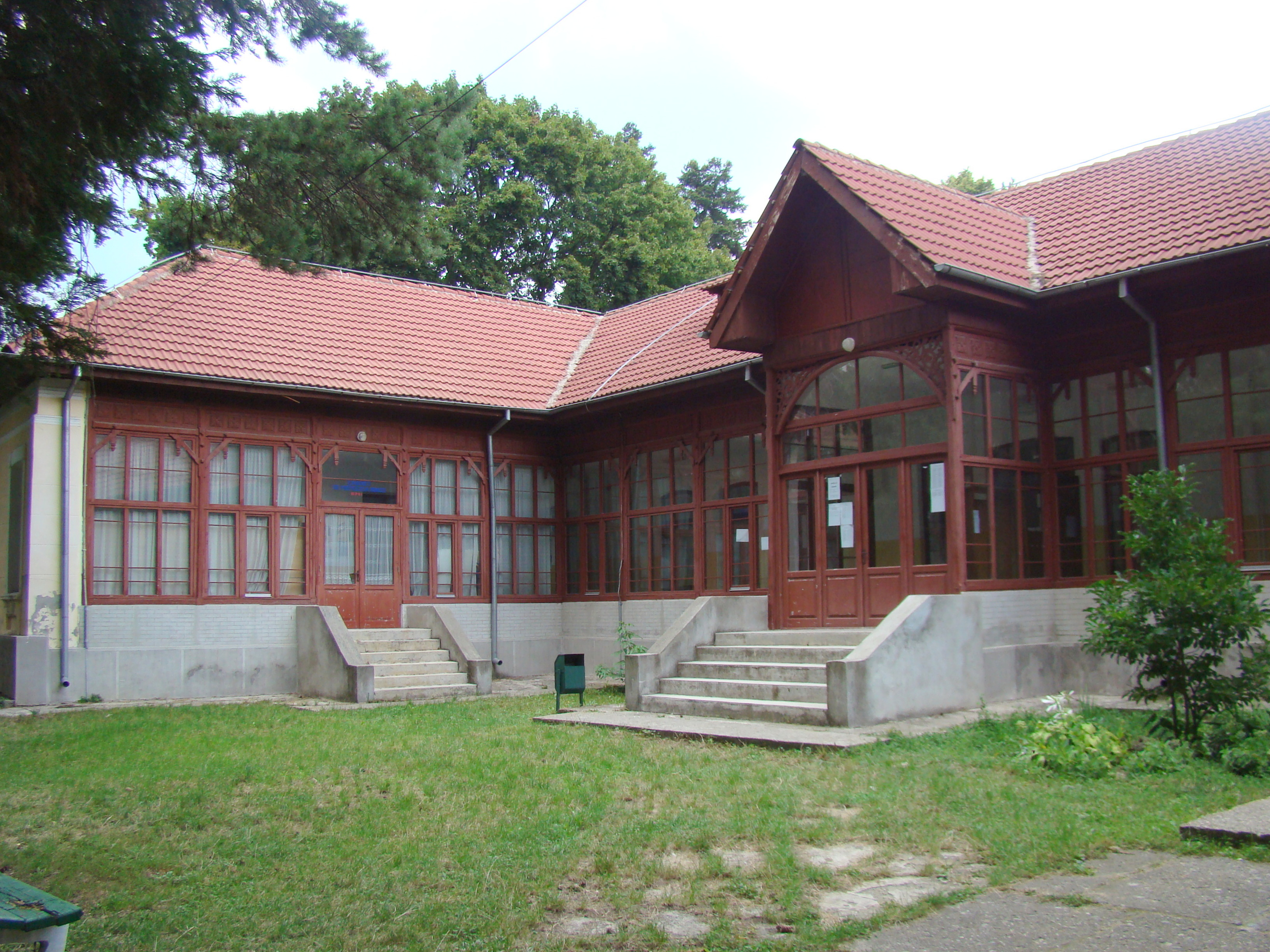

## Vezi și
- Curtea de Argeș